# Thraupis cyanoptera
Thraupis cyanoptera là một loài chim trong họ Thraupidae.